# 에드몽 로카르

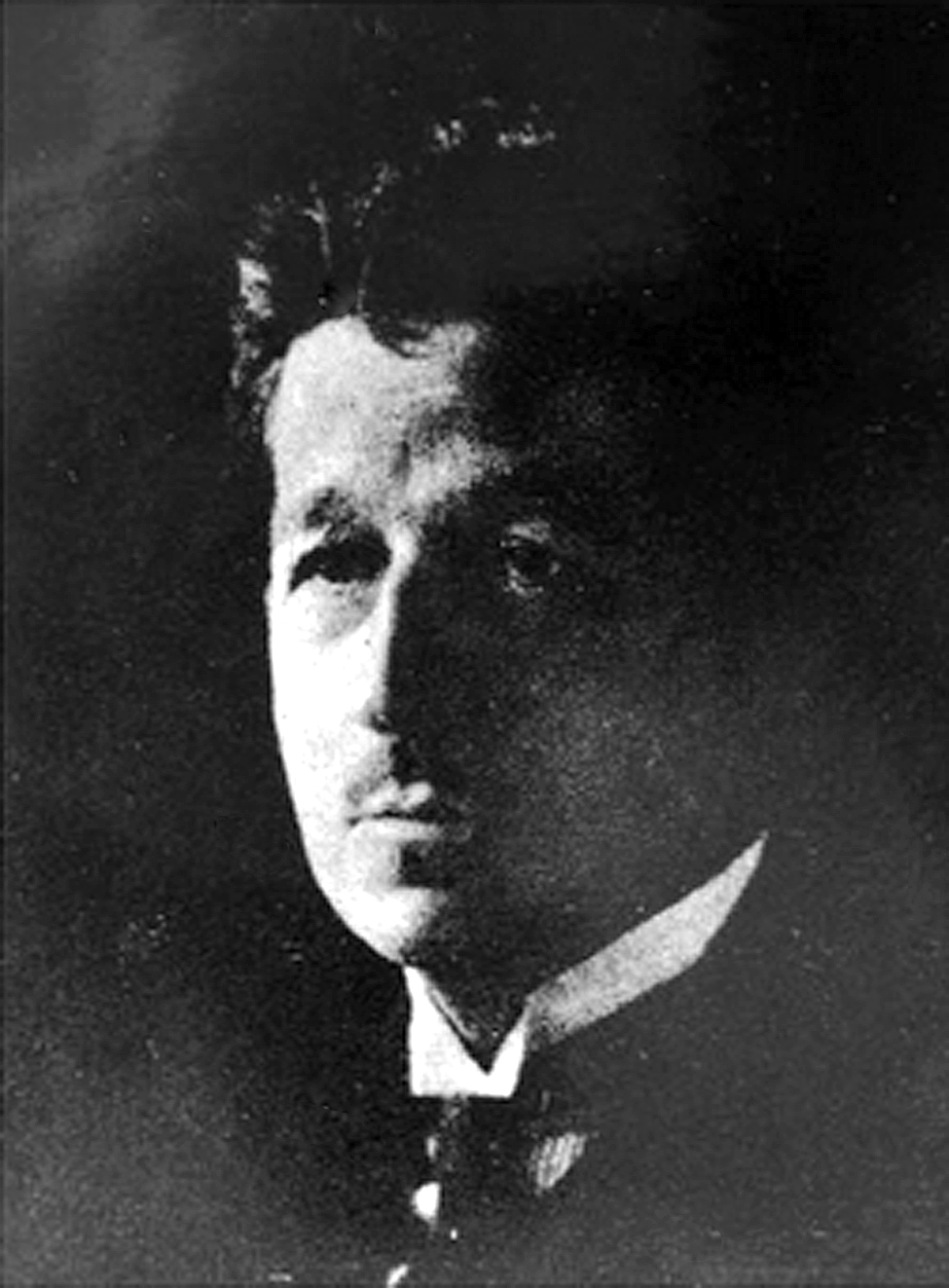
에드몽 로카르(1915년)

에드몽 로카르(프랑스어: Edmond Locard, 1877년 12월 13일 ~ 1966년 4월 4일)는 프랑스의 범죄학자이다. "법과학의 창시자" 또는 "프랑스의 셜록 홈즈"라고 불린다.

## 어록
- “접촉하는 두 물체는 서로 흔적을 주고받는다."